# 伊达·达尔塞
伊达·达尔塞（1880年8月20日—1937年12月11日），意大利人，贝尼托·墨索里尼之第一任妻子(年長其3歲)，贝尼托·阿尔比诺·墨索里尼（Benito Albino Mussolini）之母亲。由于母子和贝尼托·墨索里尼的关系曾被他本人正式承认过，虽然并没有发现他们之间有任何官方的婚姻记录，但是她还是被当做贝尼托·墨索里尼事实上之第一任妻子。

## 早年
达尔塞出生于当时还受奥匈帝国控制下的意大利城镇特伦托附近的一个叫Sopramonte的村庄。她是村长的女儿，早年被送到法国巴黎学习美容技术，回国后她移居米兰，在当地开了一所法式美容院。

## 婚姻
现在并不清楚达尔塞是在特伦托（墨索里尼第一份工作是1908年在当地报社的记者）还是在米兰（墨索里尼随后的移居地）遇到墨索里尼。在米兰，他们之间开始了一段感情。虽然达尔塞一直声称她是墨索里尼的妻子，但在官方记录里并没有发现他们之间有任何婚姻的记录，所以并不清楚他们是否在1914年结了婚。他们的孩子贝尼托·阿尔比诺·墨索里尼在1915年11月11日出生，并得到了墨索里尼本人的承认，继承了“墨索里尼”的姓氏。墨索里尼也不断接受达尔塞对他政治活动的资助。据说达尔塞也参与了后来墨索里尼与法国方面的会谈，关于法国资助墨索里尼的报纸“意大利人民（Il Popolo d'Italia）”，如果墨索里尼能运用他的影响力让意大利加入第一次世界大战对奥匈帝国作战的话。

## 感情危机
对于达尔塞和墨索里尼关系和感情疏远的原因并不明确，但这显然跟墨索里尼喜欢拈花惹草的性格有一定关系。在第一次世界大战爆发后，墨索里尼报名参军入伍，一次在特莱维奥（Treviglio）的一间医院住院时，在1915年12月17日，墨索里尼与雷切尔结婚。而当这一消息被达尔塞得知后导致了一场旷日持久的婚姻合法性纠纷。在结婚后，墨索里尼便即刻离开意大利奔赴战场，意大利政府开始付战争津贴给达尔塞，1917年，达尔塞被意大利国民宪兵队告知墨索里尼在战场上负伤。

## 被迫害与死亡
1922年向罗马进军的政变后，墨索里尼成功获得了他渴望的权力，由于受到达尔塞不断公开声称自己才是墨索里尼的第一任妻子的政治威胁，墨索里尼开始想方设法拭除他和达尔塞之间往来的痕迹。达尔塞和她的儿子开始受到警察的严密监视，她和墨索里尼之间相关的文件被查找和销毁，达尔塞拒绝屈服，在一次尝试与访问Sopramonte的法西斯官员会面后，她被关进了当地的一间精神病院。但达尔塞继续对墨索里尼进行反击，她向意大利内务部揭发墨索里尼犯有叛国罪，并声称有证据证明墨索里尼曾收受法国政府的巨额贿赂，让墨索里尼运用他的影响力使当时中立的意大利加入第一次世界大战对奥匈帝国作战。这种指控对墨索里尼的政治生涯是致命的，最终，达尔塞在1926年被强制关进了Pergine Valsugana的一所精神病院，后被转移到威尼斯的圣克莱门特（San Clemente）岛直到1937年12月11日去世，死因记录是“脑溢血”。

## 战后
关于墨索里尼的第一次婚姻和达尔塞和她儿子的相关事情在意大利法西斯主义统治结束前一直都被政府隐藏，直到战后，被一个美籍意大利记者Marco Zeni调查并披露，记载在《La vera storia di Ida Dalser, moglie di Benito Mussolini》（中文翻译：《伊达·达尔塞的真实故事，贝尼托·墨索里尼的妻子》）一书中。